# Institutet för Näringslivsforskning
Institutet för Näringslivsforskning (IFN) är ett nationalekonomiskt forskningsinstitut i Stockholm som bedriver forskning i främst näringslivsrelaterade frågor. Institutet bedrivs i stiftelseform och dess styrelse utses av Svenskt Näringsliv. På IFN forskar man bland annat om globaliseringens ekonomiska effekter, företagens konkurrenskraft, skatter, elmarknad, institutionernas ekonomi och entreprenörskap. Nuvarande verkställande direktör är professor Fredrik Sjöholm och vice VD är professor Lars Persson. Bland institutets forskare märks även professorerna Lars Calmfors, Hans Grönqvist, Magnus Henrekson, Henrik Horn, Therese Nilsson, Per Skedinger, Joacim Tåg och Daniel Waldenström.

## Historik
Institutet grundades 1939 under namnet Industriens utredningsinstitut (IUI) på industrimannen Sigfrid Edströms initiativ. Edström tyckte att Industriförbundet och Svenska arbetsgivareföreningen agerade för försiktigt på den politiska arenan och att det därför fanns ett behov av ett utrednings- och upplysningsorgan med självständig ställning. Högerpolitikern Ivar Anderson var institutets förste chef och Edström dess förste ordförande. IUI hade inledningsvis inte någon inriktning på forskning, men detta ändrades då nationalekonomen Ingvar Svennilson 1941 rekryterades som chef. Inriktningen som ett renodlat forskningsinstitut tillkännagavs 1943, i samband med Edströms avgång. Det har skrivits en lång rad skrifter om IUI/IFN:s historia. En sammanställning av dessa skrifter finns på IFN:s hemsida. 
I april 2006 bytte institutet namn till Institutet för Näringslivsforskning.

## Forskningsprogram
Institutet har cirka 30 forskare år 2024. Forskningen publiceras i internationella vetenskapliga tidskrifter, samt böcker och andra skrifter. En stor del av forskningen finns fritt tillgänglig via IFN:s hemsida. 
Institutet är organiserat i fem forskningsprogram.
- Företagens konkurrenskraft
- Entreprenörskapets ekonomi
- Hållbar energiomställning
- Institutioner, marknader och näringsliv
- Skatter och samhälle

## Chefer
IUI/IFN har haft följande chefer. Posten betecknades inledningsvis "chef", men senare "verkställande direktör".
- 1939-1940: Ivar Anderson
- 1940-1941: Ragnar Sundén
- 1941-1949: Ingvar Svennilson
- 1949-1951: Erik Dahmén
- 1951-1953: Jonas Nordenson
- 1953-1961: Jan Wallander
- 1961-1966: Ragnar Bentzel
- 1966-1973: Lars Nabseth, även tillförordnad 1963-1964
- 1973-1976: Lars Wohlin
- 1976-1994: Gunnar Eliasson
- 1994-2005: Ulf Jakobsson
- 2005-2020: Magnus Henrekson
- 2020-: Fredrik Sjöholm

## Styrelse
Forskningsinstitutets styrelse, som även fastställer arbetsprogram och budget, tillsätts av Svenskt Näringsliv.
IUI/IFN har haft följande styrelseordförande.
- 1939-1943: Sigfrid Edström
- 1943-1947: Ernst Wehtje
- 1947-1950: Sven Schwartz
- 1950-1975: Marcus Wallenberg
- 1975-1985: Erland Waldenström
- 1985-1993: Curt Nicolin
- 1993-2003: Håkan Mogren
- 2003-2011: Björn Hägglund
- 2011-2019: Michael Treschow
- 2019-: Staffan Bohman